# 亞塞拜然教育

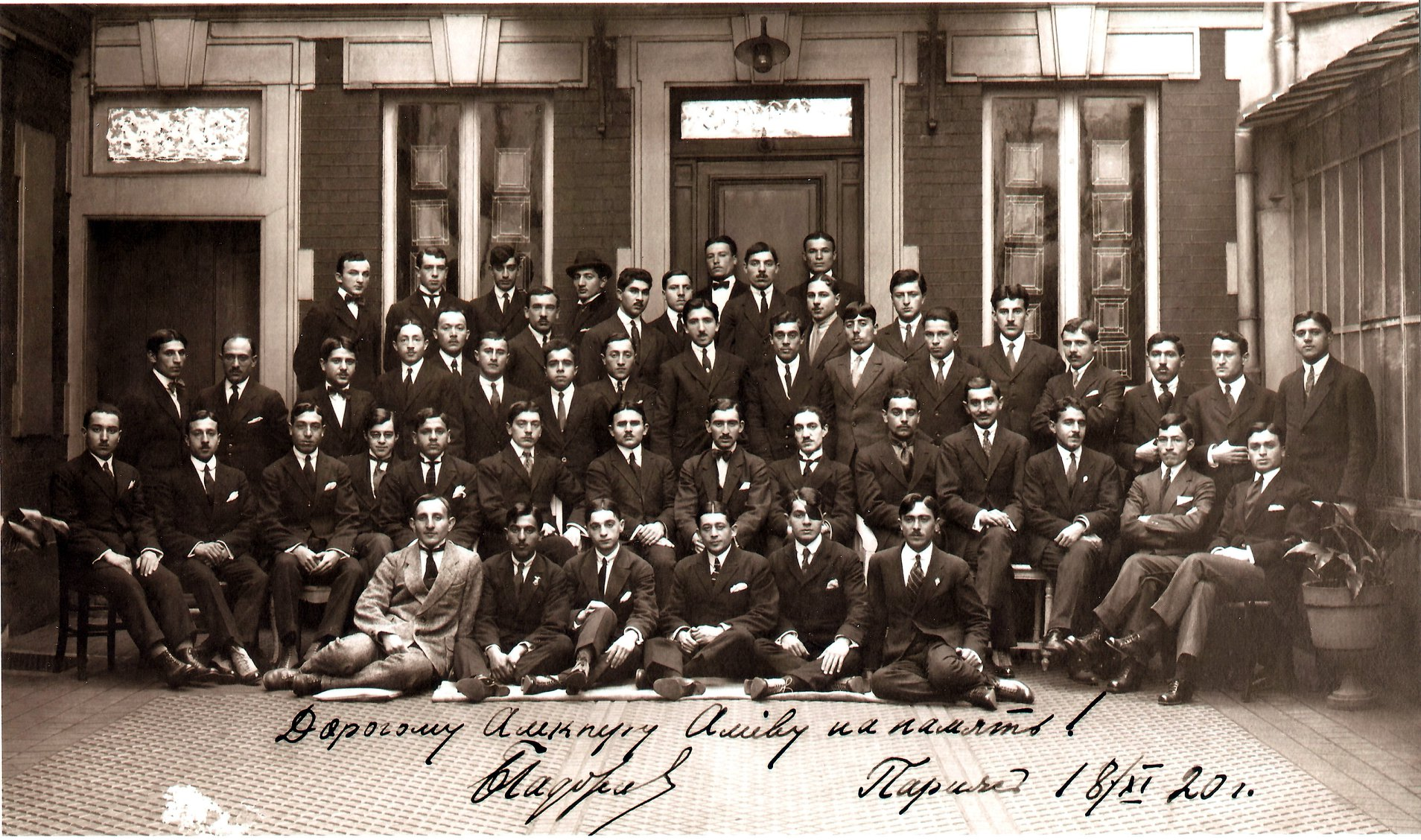
1920年留學巴黎的亞塞拜然學生

亞塞拜然的教育主管機構為亞塞拜然教育部。

## 歷史
在前蘇聯時期，亞塞拜然教育包括在兒童早期開始的強化伊斯蘭宗教訓練。從大約五歲開始，有時一直持續到二十歲，兒童參加伊斯蘭學校，一種隸屬於清真寺的教育機構。在十七和十八世紀，伊斯蘭學校被建立為主要城市的獨立教育機構，但一般教育的宗教成分仍然很明顯。1865年，巴庫開設了第一所技術高中和第一所婦女高中。在十九世紀後期，亞塞拜然人的世俗小學開始出現（俄羅斯少數民族學校早些時候成立），但整個沙皇時期外高加索地區的高等教育機構和中學使用亞塞拜然語仍然被忽略。大多數亞塞拜然裔兒童在這一期間沒有接受教育，亞塞拜然人識字率仍然很低，特別是婦女。只有少數婦女被允許上學。
在蘇聯時代，儘管在書寫方式有1920年代從阿拉伯字母到拉丁字母及1930年代由拉丁字母到西里爾字母的兩次變化，讀寫能力和平均教育水準仍然從非常低的起點戲劇性地上升。根據蘇聯數據，在1970年，100％的男性和女性（9至49歲）識字。根據2009年聯合國開發計劃署報告，亞塞拜然的識字率為99.5％。
在蘇聯時期，亞塞拜然教育制度是基於莫斯科規定的標準模式，其特點是國家對所有教育機構的控制和馬克思列寧主義意識形態在各級教育的貫徹。
自獨立以來，亞塞拜然議會通過的第一批法律之一是通過一套修改版拉丁字母以取代西里爾字母。除此之外，亞塞拜然教育體系幾乎沒有發生結構性變化。最初的改革包括重新建立宗教教育（在蘇聯時期被禁止）和重新強調使用亞塞拜然語教學，並刪消意識形態內容。除了小學，教育機構包括數千所幼稚園、一般中學和職業學校，包括專業中學和技術學校。九年基礎教育是強制性的。在蘇聯時期結束時，約有18％的教學使用俄語，但從1988年起使用俄語的比例開始穩定下降。今日，英語和俄語被當作第二或第三語言學習。

## 亞塞拜然共和國的教育制度
亞塞拜然的教育被認為是構成社會和國家發展基礎的活動領域，具有戰略性的預防和優勢。在亞塞拜然共和國，教育制度具有民主、世俗的性質，其基礎是國家和國際價值觀。所有公民有資格獲得11年義務普通中學教育。
受教育權是亞塞拜然共和國公民的基本權利。這是在《亞塞拜然共和國憲法》和《亞塞拜然共和國教育法》中確立的。
《亞塞拜然共和國憲法》第42條規定，公民受教育的權利決定如下：
- 每個公民都有受教育的權利;
- 國家免費提供義務普通中等教育;
- 國家控制教育制度;
- 國家保障人才得以受教育，而不考慮他們的物質條件;
- 政府設定最低教育標準;
- 每個人都有在國家標準框架內接受教育的權利;
- 保證所有公民在亞塞拜然有受教育的權利，不論國籍、宗教、種族、語言、性別、年齡、健康和社會地位、活動區、居住地點和政治觀點等差異。

### 語言
亞塞拜然語是亞塞拜然共和國學校的主要教學語言，也是該國的官方語言。

### 文憑和證書
已完成教育並通過考試的畢業生將獲得一份證明其專業和等級的國家統一文件。培訓文件是開始工作和升等的基礎。與教育相關的文件包括：學術證明、文憑、專業碩士文憑、博士學位證書、專業證書與在職進修文憑。

## 大學

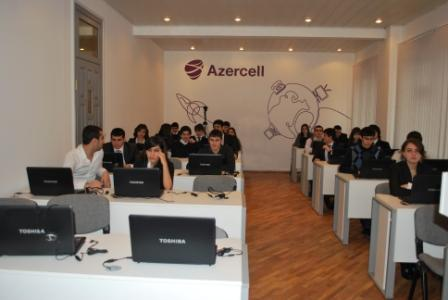
哈扎爾大學網路學習教室

在亞塞拜然有36所國營和15所私立大學。該部發布的報告指出，2009年，20,953名本科生和3,526名研究生進入全國大學。目前，有104,925名本科生和研究生，在高等教育機構學習，不包括專門的高等學校。大學在該國僱用11,566名教授和12,616名教師。因為亞塞拜然文化始終包括對世俗學習的極大尊重，該國傳統上是前蘇聯的穆斯林人民的教育中心。由於這個原因，並且由於石油工業在亞塞拜然經濟中的作用，相對較高比例的亞塞拜然人獲得了某種形式的高等教育，最突出的是科學和技術科目。幾個職業學院為石油工業和其他初級工業培訓技術員。
最受歡迎的高等教育機構是巴庫國立大學、亞塞拜然國立石油與工業大學、高加索大學、哈扎爾大學、亞塞拜然技術大學、教育學院、亞塞拜然語言大學、亞塞拜然醫科大學、巴庫音樂學院。許多科學研究始於蘇聯時期，主要涉及提高石油生產和精煉，由亞塞拜然國家科學院負責推動，該機構成立於1945年。
巴庫國立大學（亞塞拜然大學，成立於1919年）包括十多個學院，從物理學到東方研究，並有亞塞拜然最大的圖書館。學生人數超過11,000人，教師超過600人。建立於1920年的石油和化學研究所，有超過15,000名學生和約1,000名教師。該研究所培訓石化工業、地質學和相關領域的工程師和科學家。

## 外部連結
- 亞塞拜然教育, 聯合國兒童基金會（UNICEF）各國簡介
- 亞塞拜然職業教育（页面存档备份，存于），聯合國教育、科學及文化組織國際技術和職業教育與培訓中心（UNESCO-UNEVOC）各國簡介